# Wiesław Fijałkowski
Wiesław Jan Fijałkowski (ur. 16 maja 1907 w Warszawie, zm. 12 lipca 2000 tamże) – polski inżynier, wykładowca i urzędnik państwowy, poseł do Krajowej Rady Narodowej i na Sejm Ustawodawczy (1945–1952), profesor Politechniki Warszawskiej.

## Życiorys
Po ukończeniu Gimnazjum Humanistycznego w Chełmie podjął studia na Wydziale Elektrycznym Politechniki Warszawskiej (stopień inżyniera uzyskał w 1933). Jeszcze w czasie trwania nauki pracował jako kontroler w fabryce aparatów precyzyjnych, a po ukończeniu studiów do 1939 w Państwowym Instytucie Telekomunikacyjnym. W 1945 objął obowiązki dyrektora Instytutu. W tym samym roku został posłem do Krajowej Rady Narodowej oraz wiceprezydentem Warszawy. W 1944 organizował stołeczne Stronnictwo Demokratyczne, będąc w latach 1944–1945 przewodniczącym Wojewódzkiego Komitetu. Zasiadał w najwyższych władzach krajowych SD (Zarządzie Głównym, Centralnym Komitecie i Radzie Naczelnej). Od 1945 do 1947 był posłem do Krajowej Rady Narodowej, a w latach 1947–1952 pełnił mandat posła do Sejmu Ustawodawczego z okręgu Szczecinek. Zasiadał w Komisjach: Komunikacyjnej, Organizacyjno-Samorządowej, Planu Gospodarczego oraz Skarbowo-Budżetowej. 
W latach 1951–1953 był dyrektorem departamentu w Ministerstwie Łączności. Od 1953 wykładał na Politechnice Warszawskiej. W 1962 przystąpił do Polskiej Zjednoczonej Partii Robotniczej.
Zmarł 12 lipca 2000 w Warszawie. Pochowany na cmentarzu ewangelicko-augsburskim w Warszawie (rz. 10, m. 9).

## Ordery i odznaczenia
- Krzyż Oficerski Orderu Odrodzenia Polski (19 sierpnia 1946)[3]
- Medal za Warszawę 1939–1945 (17 stycznia 1946)[4]
- Medal 10-lecia Polski Ludowej (19 stycznia 1955)[5]
- Pamiątkowy Medal z okazji 40. rocznicy powstania Krajowej Rady Narodowej (1983)[6]

## Wybrane publikacje
- Teletransmisja telegraficzna, Państwowe Wydawnictwa Techniczne, Warszawa 1960.
- Problemy teleinformatyki, Wydawnictwa ITPW, Warszawa 1977.
- Elementy telekomunikacji alfabetowej, Wydawnictwo Ministerstwa Obrony Narodowej, Warszawa 1983.